# Крушеван, Павел Александрович
Па́вел (Павола́кий) Алекса́ндрович Крушева́н (рум. Pavel (Pavalаchii) Crușeveanu; 15 [27] января 1860, Гиндешты, Бессарабская область — 5 [18] июня 1909, Кишинёв, Бессарабская губерния) — российский журналист, прозаик, публицист праворадикального толка, известный как активный монархист-черносотенец. Одновременно позиционировал себя в качестве христианского социалиста.

## Биография
Родился 15 (27) января 1860 года в селе Гиндешты Сорокского уезда Бессарабской губернии (ныне — Флорештский район Республики Молдова) в обрусевшей молдавской помещичьей семье. Образование закончил 4-м классом Кишинёвской гимназии. Был присяжным поверенным, чиновником Городской думы в Кишинёве, в 1887—1895 годах служил в Минском акцизном управлении.
С 1890-x проповедовал в печати крайне националистические взгляды, прибегая в полемике к клевете, оскорблениям и угрозам, за что неоднократно привлекался к суду. В связи с его публикациями Крушевану многократно угрожали.
По мнению многих современников, кишинёвский погром 1903 года был отчасти спровоцирован публикациями Крушевана в единственной ежедневной кишинёвской газете «Бессарабец», где тот описывал зверское убийство четырнадцатилетнего подростка Михаила Рыбаченко, указывая на возможную ритуальную подоплёку этого убийства со стороны евреев. Страшные зверства евреев, мучающих в подполе несчастного мальчика, муссировались в газете изо дня в день. Как только следствие вышло на истинных убийц (мальчика убил его двоюродный брат из-за наследства), вышел циркуляр министерства внутренних дел, запрещавший что-либо публиковать о деле Рыбаченко, из-за чего распространённая Крушеваном клевета не могла быть публично опровергнута.
В качестве мести за жертв погрома студент Пинхус Дашевский ударил журналиста ножом, однако рана оказалась несмертельной. Получил известность, в связи с этим, отказ Крушевана от медицинской помощи врача-еврея. После покушения на свою жизнь не расставался с оружием и везде возил с собой повара из опасения быть отравленным.
В 1906—1909 годах — гласный Кишинёвской городской думы, депутат 2-й Государственной думы.

## Литературная деятельность
Начал писать в 1882 году — в книжках «Недели» был опубликован роман «Счастливее всех»; в том же году — повесть «Разорённое гнездо» (Санкт-Петербург, 1882). В той же «Неделе» поместил ещё несколько повестей и ряд статей.
Много писал в «Минском листке» и «Виленском вестнике» (1887—1895). Часть написанного за это время Крушеваном вошла в отдельно изданные книги: «Что такое Россия? Путевые заметки» (М., 1896), «Дело Артабанова» (роман, М., 1896), «Призраки» (роман и разные рассказы, 1897).
В 1896 году Крушеван основал в Кишинёве газету «Бессарабец», которая сначала примыкала к либеральной журналистике, но позже стала органом крайней реакции и антисемитизма (с 1905 года — орган созданного Крушеваном бессарабского отделения Союза русского народа). В конце 1902 года Крушеван основал в Санкт-Петербурге недолго продержавшуюся газету «Знамя» (1902—1904). В этой газете он первым под названием «Программа завоевания мира евреями» опубликовал «Протоколы сионских мудрецов» (28 августа — 7 сентября 1903).

## Сочинения
- Альманах «Бессарабия».  Графический, исторический, статистический, экономический, этнографический, литературный и справочный сборник «Бессарабия», изданный в 1903 году газетой «Бессарабец» под редакцией П. Крушевана. — М.: 1903.

Переиздания трудов
- Крушеван П. А. Знамя России / Платонов О. А.. — М.: Институт русской цивилизации, 2015. — 720 с. — ISBN 978-5-4261-0099-2.